# Prunum pergrandis
Prunum pergrandis is een slakkensoort uit de familie van de Marginellidae. De wetenschappelijke naam van de soort is voor het eerst geldig gepubliceerd in 1974 door Clover.